# AZ Heimstaden Havířov
AZ Havířov je český klub ledního hokeje, který sídlí v Havířově v Moravskoslezském kraji. Založen byl v roce 1928 pod názvem Sokol Lazy. Svůj současný název nese od dubna 2022. 8. ledna 2010 klub ukončil činnost „A“ mužstva v 1. hokejové lize a kvůli dluhům byl na něj podán návrh na konkurz. Nadále to v Havířově vypadalo, že se podaří udržet pouze mládežnický hokej. Založením nového občanského sdružení (AZ Havířov), přenesením licenčních práv a díky finanční pomoci města Havířov se nakonec podařilo havířovský hokej zachránit a do sezóny 2010/11 vstoupil do 2. ligy – skupiny Východ. V sezóně 2012/13 se tým AZetu probojoval zpět do 1. ligy. Své domácí zápasy odehrává v Gascontrol Aréně s kapacitou 5 100 diváků.
Klub je jedním z protagonistů seriálu Lajna , kde ho trénuje Luboš Hrouzek (Jiří Langmajer).

## Historické názvy
- 1928 – Sokol Lazy
- 1932 – KČST Lazy (Klub československých turistů Lazy)
- 1948 – Sokol Lazy
- 1953 – DSO Baník Zápotocký (Dobrovolná sportovní organizace Baník Zápotocký)
- 1963 – TJ Důl Zápotocký (Tělovýchovná jednota Důl Antonín Zápotocký)
- 1966 – TJ AZ Havířov (Tělovýchovná jednota Antonín Zápotocký Havířov)
- 1993 – HC Havířov (Hockey Club Havířov)
- 1999 – HC Femax Havířov (Hockey Club Femax Havířov)
- 2001 – HC Havířov Panthers (Hockey Club Havířov Panthers)
- 2010 – HC AZ Havířov 2010 (Hockey Club AZ Havířov 2010)
- 2017 – AZ Residomo Havířov
- 2020 – AZ Heimstaden Havířov (po přejmenování sponzora na Heimstaden Czech)[3]
- 2022 – AZ Havířov

## Statistiky

### Přehled ligové účasti
Stručný přehled
Zdroj:
- 1928–1931: Hanácká župa hokejová (2. ligová úroveň v Československu)
- 1931–1935: Slezská župa hokejová (2. ligová úroveň v Československu)
- 1935–1936: Slezská župa hokejová 1.B třida (3. ligová úroveň v Československu)
- 1936–1938: Slezská župa hokejová (2. ligová úroveň v Československu)
- 1945–1952: Okresní přebor 2. třídy skupiny Orlová (4. ligová úroveň v Československu)
- 1952–1955: Krajská soutěž (4. ligová úroveň v Československu)
- 1955–1960: Krajská soutěž (5. ligová úroveň v Československu)
- 1960–1962: Severomoravský krajský přebor (4. ligová úroveň v Československu)
- 1962–1965: Severomoravský oblastní přebor (3. ligová úroveň v Československu)
- 1965–1966: Severomoravský krajský přebor (4. ligová úroveň v Československu)
- 1966–1968: Severomoravský oblastní přebor (3. ligová úroveň v Československu)
- 1968–1969: 2. liga – sk. B (2. ligová úroveň v Československu)
- 1969–1973: 1. ČNHL – sk. B (2. ligová úroveň v Československu)
- 1973–1977: 2. ČNHL – sk. C (3. ligová úroveň v Československu)
- 1977–1979: 2. ČNHL – sk. D (3. ligová úroveň v Československu)
- 1979–1983: Severomoravský krajský přebor (3. ligová úroveň v Československu)
- 1983–1991: 2. ČNHL – sk. C (3. ligová úroveň v Československu)
- 1991–1992: 2. ČNHL – sk. D (3. ligová úroveň v Československu)
- 1992–1993: 1. ČNHL (2. ligová úroveň v Československu)
- 1993–1999: 1. liga (2. ligová úroveň v České republice)
- 1999–2003: Extraliga (1. ligová úroveň v České republice)
- 2003–2010: 1. liga (2. ligová úroveň v České republice)
- 2010–2013: 2. liga – sk. Východ (3. ligová úroveň v České republice)
- 2013–2022: 1. liga (2. ligová úroveň v České republice)
- 2022– : 2. liga – sk. Východ (3. ligová úroveň v České republice)

Jednotlivé ročníky
Zdroj:
Legenda: červené podbarvení – sestup, zelené podbarvení – postup, fialové podbarvení – reorganizace, změna skupiny či soutěže
| Československo (1928 – 1993)                                              |                                |        |    |     |                                                                 |          |               |
| Ročník                                                                    | Soutěž                         | Úroveň | PK | ZČ  | Play-off                                                        | Cel. um. | Pozn.         |
| 1928/1929                                                                 | Mistrovství župy               | 2.     | ?  | ?.  |                                                                 | ?.       |               |
| 1929/1930                                                                 | Mistrovství župy               | 2.     | ?  | ?.  |                                                                 | ?.       |               |
| 1930/1931                                                                 | Mistrovství župy               | 2.     | ?  | ?.  |                                                                 | ?.       |               |
| 1931/1932                                                                 | Mistrovství župy               | 2.     | 6  | 5.  |                                                                 | 5.       |               |
| 1932/1933                                                                 | Mistrovství župy               | 2.     | 6  | 5.  |                                                                 | 5.       |               |
| 1933/1934                                                                 | Mistrovství župy               | 2.     | 6  | 2.  |                                                                 | 2.       |               |
| 1934/1935                                                                 | Mistrovství župy               | 2.     | 8  | 8.  |                                                                 | 8.       | Sestup        |
| 1935/1936                                                                 | Mistrovství župy 1.B třida     | 3.     | ?  | 1.  |                                                                 | 1.       | Postup        |
| 1936/1937                                                                 | Mistrovství župy               | 2.     | 8  | 4.  |                                                                 | 4.       |               |
| 1937/1938                                                                 | Mistrovství župy               | 2.     | ?  | 3.  |                                                                 | 3.       |               |
| V roce 1938 byla Slezská župa hokejová zrušena ohledně Mnichovské dohodě. |                                |        |    |     |                                                                 |          |               |
| V letech 1939–1945 klub přerušil činnost z důvodů 2. světové války.       |                                |        |    |     |                                                                 |          |               |
| 1945/1946                                                                 | Okresní přebor 2. třídy        | 4.     | ?  | 4.  |                                                                 | 4.       |               |
| 1946/1947                                                                 | Okresní přebor 2. třídy        | 4.     | 6  | 3.  |                                                                 | 3.       |               |
| 1947/1948                                                                 | Okresní přebor 2. třídy        | 4.     | 6  | 2.  |                                                                 | 2.       |               |
| 1948/1949                                                                 | Okresní přebor 2. třídy        | 4.     | 4  | 2.  |                                                                 | 2.       |               |
| 1949/1950                                                                 | Okresní přebor 2. třídy        | 4.     | 4  | 2.  |                                                                 | 2.       |               |
| 1950/1951                                                                 | Okresní přebor 2. třídy        | 4.     | 3  | 1.  |                                                                 | 1.       | Reorganizace  |
| 1951/1952                                                                 | Okresní přebor skupiny Orlové  | 4.     | 4  | 1.  |                                                                 | 1.       | Postup        |
| 1952/1953                                                                 | Krajská soutěž sk.?            | 3.     | 5  | 5.  |                                                                 | 5.       | Reorganizace  |
| 1953/1954                                                                 | Krajská soutěž sk.?            | 4.     | 5  | 3.  |                                                                 | 3.       |               |
| 1954/1955                                                                 | Krajská soutěž sk.?            | 4.     | 4  | 2.  |                                                                 | 2.       | Reorganizace  |
| 1955/1956                                                                 | Krajská soutěž sk.?            | 5.     | 5  | 3.  |                                                                 | 3.       |               |
| 1956/1957                                                                 | Krajská soutěž sk.?            | 5.     | 6  | 5.  |                                                                 | 5.       |               |
| 1957/1958                                                                 | Krajská soutěž sk.?            | 5.     | 6  | 2.  |                                                                 | 2.       |               |
| 1958/1959                                                                 | Krajská soutěž sk.?            | 5.     | 5  | 3.  |                                                                 | 3.       |               |
| 1959/1960                                                                 | Krajská soutěž sk.?            | 5.     | 5  | 2.  |                                                                 | 2.       | Reorganizace  |
| 1960/1961                                                                 | Severomoravský krajský přebor  | 4.     | 6  | 2.  |                                                                 | 2.       |               |
| 1961/1962                                                                 | Severomoravský krajský přebor  | 4.     | 6  | 1.  |                                                                 | 1.       | Postup        |
| 1962/1963                                                                 | Severomoravský oblastní přebor | 3.     | 8  | 8.  |                                                                 | 8.       |               |
| 1963/1964                                                                 | Severomoravský oblastní přebor | 3.     | 6  | 3.  |                                                                 | 3.       |               |
| 1964/1965                                                                 | Severomoravský oblastní přebor | 3.     | 6  | 6.  |                                                                 | 6.       | Sestup        |
| 1965/1966                                                                 | Severomoravský krajský přebor  | 4.     | 4  | 1.  |                                                                 | 1.       | Postup        |
| 1966/1967                                                                 | Severomoravský oblastní přebor | 3.     | 9  | 1.  |                                                                 | 1.       | Kvalifikace   |
| 1967/1968                                                                 | Severomoravský oblastní přebor | 3.     | 10 | 1.  |                                                                 | 1.       | Postup        |
| 1968/1969                                                                 | 2. liga – sk. B                | 2.     | 8  | 8.  |                                                                 | 8.       | Reorganizace  |
| 1969/1970                                                                 | 1. ČNHL – sk. B                | 2.     | 14 | 5.  |                                                                 | 5.       |               |
| 1970/1971                                                                 | 1. ČNHL – sk. B                | 2.     | 14 | 8.  |                                                                 | 8.       |               |
| 1971/1972                                                                 | 1. ČNHL – sk. B                | 2.     | 14 | 6.  |                                                                 | 6.       |               |
| 1972/1973                                                                 | 1. ČNHL – sk. B                | 2.     | 14 | 8.  |                                                                 | 8.       | Reorganizace  |
| 1973/1974                                                                 | 2. ČNHL – sk. C                | 3.     | 8  | 3.  |                                                                 | 3.       |               |
| 1974/1975                                                                 | 2. ČNHL – sk. C                | 3.     | 8  | 3.  |                                                                 | 3.       |               |
| 1975/1976                                                                 | 2. ČNHL – sk. C                | 3.     | 8  | 3.  |                                                                 | 3.       |               |
| 1976/1977                                                                 | 2. ČNHL – sk. C                | 3.     | 8  | 6.  |                                                                 | 6.       | Změna skupiny |
| 1977/1978                                                                 | 2. ČNHL – sk. D                | 3.     | 10 | 3.  |                                                                 | 3.       |               |
| 1978/1979                                                                 | 2. ČNHL – sk. D                | 3.     | 10 | 5.  |                                                                 | 5.       | Reorganizace  |
| 1979/1980                                                                 | Severomoravský krajský přebor  | 3.     | 10 | ?.  |                                                                 | 2.       |               |
| 1980/1981                                                                 | Severomoravský krajský přebor  | 3.     | 10 | 3.  |                                                                 | 3.       |               |
| 1981/1982                                                                 | Severomoravský krajský přebor  | 3.     | 10 | 1.  |                                                                 | 1.       |               |
| 1982/1983                                                                 | Severomoravský krajský přebor  | 3.     | 8  | 1.  |                                                                 | 1.       | Reorganizace  |
| 1983/1984                                                                 | 2. ČNHL – sk. C                | 3.     | 8  | 5.  |                                                                 | 5.       |               |
| 1984/1985                                                                 | 2. ČNHL – sk. C                | 3.     | 8  | 3.  |                                                                 | 3.       |               |
| 1985/1986                                                                 | 2. ČNHL – sk. C                | 3.     | 8  | 3.  |                                                                 | 3.       |               |
| 1986/1987                                                                 | 2. ČNHL – sk. C                | 3.     | 8  | 1.  |                                                                 | 1.       | Baráž         |
| 1987/1988                                                                 | 2. ČNHL – sk. C                | 3.     | 8  | 4.  |                                                                 | 4.       |               |
| 1988/1989                                                                 | 2. ČNHL – sk. C                | 3.     | 8  | 5.  |                                                                 | 5.       |               |
| 1989/1990                                                                 | 2. ČNHL – sk. C                | 3.     | 8  | 5.  |                                                                 | 5.       |               |
| 1990/1991                                                                 | 2. ČNHL – sk. C                | 3.     | 8  | 2.  |                                                                 | 2.       | Změna skupiny |
| 1991/1992                                                                 | 2. ČNHL – sk. D                | 3.     | 8  | 1.  | Finále (výhra 7:6 na branky nad HC Vajgar Jindřichův Hradec)    | 1.       | Postup        |
| 1992/1993                                                                 | 1. ČNHL                        | 2.     | 8  | 8.  | Čtvrtfinále (prohra 2:3 na zápasy s TJ TŽ Třinec)               | 8.       | Reorganizace  |
| Česko (1993 – )                                                           |                                |        |    |     |                                                                 |          |               |
| Ročník                                                                    | Soutěž                         | Úroveň | PK | ZČ  | Play-off                                                        | Cel. um. | Pozn.         |
| 1993/1994                                                                 | 1. liga                        | 2.     | 14 | 7.  | Čtvrtfinále (prohra 1:3 na zápasy s HC Slavia Praha)            | 7.       |               |
| 1994/1995                                                                 | 1. liga                        | 2.     | 14 | 4.  | Semifinále (prohra 0:3 na zápasy s HC Kometa Brno)              | 4.       |               |
| 1995/1996                                                                 | 1. liga                        | 2.     | 14 | 7.  | Čtvrtfinále (prohra 1:2 na zápasy s HC Jitex Písek)             | 5.       |               |
| 1996/1997                                                                 | 1. liga                        | 2.     | 14 | 10. | Ne                                                              | 10.      |               |
| 1997/1998                                                                 | 1. liga                        | 2.     | 14 | 6.  | Ne                                                              | 6.       |               |
| 1998/1999                                                                 | 1. liga                        | 2.     | 14 | 12. | Ne                                                              | 12.      | Postup        |
| 1999/2000                                                                 | Extraliga                      | 1.     | 14 | 13. | Ne                                                              | 13.      |               |
| 2000/2001                                                                 | Extraliga                      | 1.     | 14 | 13. | Ne                                                              | 13.      |               |
| 2001/2002                                                                 | Extraliga                      | 1.     | 14 | 11. | Ne                                                              | 11.      |               |
| 2002/2003                                                                 | Extraliga                      | 1.     | 14 | 14. | Ne                                                              | 14.      | Baráž         |
| 2003/2004                                                                 | 1. liga                        | 2.     | 14 | 10. | Ne                                                              | 10.      |               |
| 2004/2005                                                                 | 1. liga                        | 2.     | 14 | 10. | Ne                                                              | 10.      |               |
| 2005/2006                                                                 | 1. liga                        | 2.     | 14 | 5.  | Semifinále (prohra 0:3 na zápasy s BK Mladá Boleslav)           | 3.       |               |
| 2006/2007                                                                 | 1. liga                        | 2.     | 14 | 10. | Ne                                                              | 10.      |               |
| 2007/2008                                                                 | 1. liga – sk. Východ           | 2.     | 8  | 3.  | Předkolo (prohra 1:3 na zápasy s HC Rebel Havlíčkův Brod)       | 4.       |               |
| 2008/2009                                                                 | 1. liga                        | 2.     | 16 | 10. | Předkolo (prohra 1:3 na zápasy s HC Dukla Jihlava)              | 10.      |               |
| 2009/2010                                                                 | 1. liga                        | 2.     | 16 | 16. | Ne                                                              | 16.      | Sestup        |
| 2010/2011                                                                 | 2. liga – sk. Východ           | 3.     | 15 | 2.  | Čtvrtfinále (prohra 1:2 na zápasy s HC Nový Jičín)              | 5.       |               |
| 2011/2012                                                                 | 2. liga – sk. Východ           | 3.     | 11 | 1.  | Finále (výhra 3:1 na zápasy nad HC Baník Karviná)               | 1.       | Baráž         |
| 2012/2013                                                                 | 2. liga – sk. Východ           | 3.     | 10 | 2.  | Finále (výhra 3:2 na zápasy nad HC Baník Karviná)               | 1.       | Baráž         |
| 2013/2014                                                                 | 1. liga                        | 2.     | 14 | 6.  | Čtvrtfinále (prohra 0:4 na zápasy s HC Dukla Jihlava)           | 6.       |               |
| 2014/2015                                                                 | 1. liga                        | 2.     | 14 | 6.  | Čtvrtfinále (prohra 0:4 na zápasy s SK Horácká Slavia Třebíč)   | 6.       |               |
| 2015/2016                                                                 | 1. liga                        | 2.     | 14 | 7.  | Čtvrtfinále (prohra 1:4 na zápasy s HC Dukla Jihlava)           | 8.       |               |
| 2016/2017                                                                 | 1. liga                        | 2.     | 14 | 12. | Ne                                                              | 12.      | sk. o udr.    |
| 2017/2018                                                                 | 1. liga                        | 2.     | 14 | 7.  | Čtvrtfinále (prohra 1:4 na zápasy s ČEZ Motor České Budějovice) | 7.       |               |
| 2018/2019                                                                 | 1. liga                        | 2.     | 15 | 6.  | Čtvrtfinále (prohra 2:4 na zápasy s ČEZ Motor České Budějovice) | 6.       |               |
| 2019/2020                                                                 | 1. liga                        | 2.     | 16 | 5.  | Ne                                                              |          | Nedohráno     |
| 2020/2021                                                                 | 1. liga                        | 2.     | 18 | 13. | Ne                                                              | 13.      |               |
| 2021/2022                                                                 | 1. liga                        | 2.     | 17 | 16. | Ne                                                              | 16.      | Sestup        |
| 2022/2023                                                                 | 2. liga – sk. Východ           | 3.     | 11 | 4.  | Čtvrtfinále (prohra 0:3 na zápasy s Hokej Vyškov)               | 5.       |               |
| 2023/2024                                                                 | 2. liga – sk. Východ           | 3.     | 12 | 1.  | Finále (prohra 3:4 na zápasy s Piráti Chomutov)                 | 2.       |               |
| 2024/2025                                                                 | 2. liga – sk. Východ           | 3.     | 13 | 1.  | Finále (prohra 1:4 na zápasy s HC Tábor)                        | 2.       |               |
| 2025/2026                                                                 | 2. liga – sk. Východ           | 3.     | 14 |     |                                                                 |          |               |

### Přehled kapitánů a trenérů v jednotlivých sezónách
| Sezóna    | Soutěž               | Kapitán        | Trenéři                                                                                              |
| --------- | -------------------- | -------------- | --- |
| 1993/1994 | 1. liga              |                | Jan Mančař, Stanislav Sztefek                                                                        |
| 1994/1995 | 1. liga              |                | Miroslav Fryčer, Jan Daněček                                                                         |
| 1995/1996 | 1. liga              |                | Miroslav Fryčer, Jaroslav Bariš                                                                      |
| 1996/1997 | 1. liga              |                | Zbyněk Neuvirth, Zdeněk Cepek                                                                        |
| 1997/1998 | 1. liga              |                | Karel Suchánek, Zdeněk Cepek                                                                         |
| 1998/1999 | 1. liga              |                | Karel Suchánek, Zdeněk Cepek                                                                         |
| 1999/2000 | Extraliga            |                | Richard Farda, Ivo Peštuka, Jiří Režnar                                                              |
| 2000/2001 | Extraliga            | Tomáš Sršeň    | Ivo Peštuka, Jiří Režnar, Pavel Hinner                                                               |
| 2001/2002 | Extraliga            | Miroslav Javín | František Výborný, Ivo Peštuka                                                                       |
| 2002/2003 | Extraliga            | Petr Folta     | Kamil Konečný, Radomír Kužílek, Josef Augusta; poté František Vorlíček, Jan Křivohlávek              |
| 2003/2004 | 1. liga              | Petr Folta     | Richard Farda, Pavel Sedlák, Aleš Flašar                                                             |
| 2004/2005 | 1. liga              | David Mikšan   | Aleš Flašar, Pavel Sedlák, Jiří Režnar, Petr Folta                                                   |
| 2005/2006 | 1. liga              |                | Jiří Režnar, Petr Folta                                                                              |
| 2006/2007 | 1. liga              | Petr Lipina    | Jiří Režnar, Petr Folta, Tomáš Potěšil, Alois Chlustina                                              |
| 2007/2008 | 1. liga – sk. Východ | Pavel Zdráhal  | Alois Chlustina, Jiří Žůrek, Jiří Režnar                                                             |
| 2008/2009 | 1. liga              | Petr Vala      | Miroslav Fryčer, René Ševěček, Petr Kaňkovský                                                        |
| 2009/2010 | 1. liga              | Tomáš Klimeš   | Pavel Hinner, Marek Novotný, Tomáš Potěšil                                                           |
| 2010/2011 | 2. liga – sk. Východ | Jiří Krisl     | Jan Daneček, Stanislav Sztefek                                                                       |
| 2011/2012 | 2. liga – sk. Východ | Jiří Krisl     | Jan Daneček, Stanislav Sztefek                                                                       |
| 2012/2013 | 2. liga – sk. Východ | Jiří Krisl     | Tomáš Potěšil, Stanislav Sztefek                                                                     |
| 2013/2014 | 1. liga              | Jiří Krisl     | Jan Daneček, Stanislav Sztefek                                                                       |
| 2014/2015 | 1. liga              | Jiří Krisl     | Jan Daneček, Tomáš Potěšil                                                                           |
| 2015/2016 | 1. liga              | Jiří Krisl     | Štefan Mikeš, Martin Janeček                                                                         |
| 2016/2017 | 1. liga              | Daniel Seman   | Štefan Mikeš, Martin Janeček; poté Martin Janeček a Patrik Rimmel                                    |
| 2017/2018 | 1. liga              | Jiří Krisl     | Martin Janeček, Vojtěch Csabi a Patrik Rimmel; poté Jiří Režnar, Vojtěch Csabi a Patrik Rimmel       |
| 2018/2019 | 1. liga              | Jan Maruna     | Jiří Režnar , Patrik Rimmel                                                                          |
| 2019/2020 | 1. liga              | Jan Maruna     | Jiří Režnar, Patrik Rimmel                                                                           |
| 2020/2021 | 1. liga              | Roman Szturc   | Jiří Režnar, Pavel Zdráhal                                                                           |
| 2021/2022 | 1. liga              | Jan Maruna     | Jiří Režnar, Pavel Zdráhal; později Aleš Flašar, Petr Sikora; později Tomáš Potěšil, Filip Konštacký |
| 2022/2023 | 2. liga – sk. Východ | Michael Kolarz | Jiří Raszka, Marek Pavlačka a Adam Vrba                                                              |
| 2023/2024 | 2. liga – sk. Východ | Marek Haas     | Jiří Raszka, Marek Pavlačka a Adam Vrba                                                              |
| 2024/2025 | 2. liga – sk. Východ | Marek Haas     | Marek Pavlačka, Milan Mikulík a Adam Vrba                                                            |
| 2025/2026 | 2. liga – sk. Východ |                | Marek Pavlačka, Roman Šimíček, Marek Haas a Adam Vrba                                                |

Pozn.: v průběhu ročníku 2020/2021 proběhla výměna kapitána, místo Jana Maruny byl zvolen Roman Szturc.

## Nejlepší hráči podle sezon
| 1999/2000 |
| 2000/2001 |
| 2001/2002 |
| 2002/2003 |
| 2003/2004 |
| 2004/2005 |
| 2005/2006 |
| 2006/2007 |
| 2007/2008 |
| 2008/2009 |
| 2009/2010 |
| 2010/2011 |
| 2011/2012 |
| 2012/2013 |
| 2013/2014 |
| 2014/2015 |
| 2015/2016 |
| 2016/2017 |
| 2017/2018 |
| 2018/2019 |
| 2019/2020 |
| 2020/2021 |
| 2021/2022 |

| Jan Peterek        | 17 |
| Marek Melenovský   | 22 |
| Lubomír Korhoň     | 25 |
| Martin Čech        | 11 |
| Lukáš Říha         | 15 |
| Lukáš Říha         | 12 |
| Filip Seman        | 18 |
| Přemysl Sedlák     | 19 |
| David Mikšan       | 13 |
| Petr Vala          | 12 |
| Filip Seman        | 12 |
| Robert Říčka       | 23 |
| Robert Říčka       | 21 |
| Jan Kolařík        | 30 |
| Jan Maruna         | 15 |
| Marek Loskot       | 16 |
| Petr Kanko         | 25 |
| Daniel Štumpf      | 15 |
| Marek Kalus        | 18 |
| Radek Veselý       | 19 |
| Jakub Kotala       | 21 |
| Ondřej Procházka   | 14 |
| Vlastimil Dostálek | 18 |

| Roman Horák      | 17 |
| Jan Peterek      | 33 |
| Petr Pavlas      | 22 |
| Tomáš Sršeň      | 21 |
| Patrik Rimmel    | 19 |
| Milan Volák      | 16 |
| Petr Lipina      | 31 |
| Petr Lipina      | 23 |
| Vladimír Škoda   | 28 |
| Martin Piecha    | 22 |
| Marek Haas       | 12 |
| Robert Říčka     | 32 |
| Martin Potočný   | 26 |
| Antonín Pechanec | 30 |
| Jakub Šlahař     | 22 |
| Tomáš Jiránek    | 19 |
| Antonín Pechanec | 33 |
| Daniel Štumpf    | 18 |
| Marek Sikora     | 21 |
| Branislav Rehuš  | 21 |
| Jakub Kotala     | 27 |
| Roman Szturc     | 14 |
| Jan Hudeček      | 25 |

| Jan Peterek                   | 33 |
| Jan Peterek                   | 52 |
| David Hruška                  | 46 |
| Tomáš Sršeň                   | 30 |
| Lukáš Říha                    | 31 |
| David Mikšan                  | 26 |
| Petr Lipina                   | 49 |
| Jiří Zdeněk                   | 29 |
| Pavel Zdráhal                 | 38 |
| Martin Piecha                 | 30 |
| Filip Seman                   | 22 |
| Robert Říčka                  | 48 |
| Robert Říčka                  | 40 |
| Jan Kolařík                   | 49 |
| Martin Jakúbek a Jakub Šlahař | 30 |
| Antonín Pechanec              | 33 |
| Petr Kanko                    | 42 |
| Daniel Štumpf                 | 33 |
| Marek Kalus                   | 34 |
| Radek Veselý                  | 42 |
| Jakub Kotala                  | 48 |
| Ondřej Procházka              | 25 |
| Jakub Doktor                  | 38 |

| Marcel Hanzal  | 98  |
| Patrik Rimmel  | 99  |
| Marek Černošek | 75  |
| Tomáš Sršeň    | 108 |
| Lukáš Říha     | 107 |
| Petr Prokop    | 88  |
| Petr Prokop    | 98  |
| David Galvas   | 132 |
| Michal Novák   | 110 |
| Michal Novák   | 112 |
| Michal Šafařík | 76  |
| Martin Balčík  | 129 |
| Petr Prokop    | 68  |
| Petr Prokop    | 149 |
| Jan Maruna     | 74  |
| Jiří Krisl     | 62  |
| Martin Mazanec | 130 |
| Michal Hlinka  | 52  |
| Marek Kalus    | 143 |
| Jakub Kotala   | 64  |
| Filip Seman    | 70  |
| Ondřej Kachyňa | 49  |
| Tomáš Pastor   | 63  |

### Nejlepší brankáři v procentech
| Sezóna    | Hráč                      | Procento |
| --------- | ------------------------- | -------- |
| 1999/2000 | Pavel Cagaš               | 94,42 %  |
| 2000/2001 | Radovan Biegl             | 91,05 %  |
| 2001/2002 | Pavel Cagaš               | 92,03 %  |
| 2002/2003 | Michal Mařík              | 89,97 %  |
| 2003/2004 | Martin Vojtek             | 92,18 %  |
| 2004/2005 | Michal Mařík              | 91,43 %  |
| 2005/2006 | Marek Novotný             | 93,37 %  |
| 2006/2007 | Marek Novotný             | 91,28 %  |
| 2007/2008 | Michal Valent             | 92,51 %  |
| 2008/2009 | Jakub Čech                | 91,42 %  |
| 2009/2010 | Jakub Čech                | 91,04 %  |
| 2010/2011 | Lukáš Daneček a Adam Vrba | ? %      |
| 2011/2012 | Lukáš Daneček a Adam Vrba | ? %      |
| 2012/2013 | Lukáš Daneček             | 92,39 %  |
| 2013/2014 | Lukáš Daneček             | 91,71 %  |
| 2014/2015 | Lukáš Daneček             | 92,29 %  |
| 2015/2016 | Marek Laco                | 92,8 %   |

## Hráči, kteří nastoupili za AZ a hráli nebo hrají v NHL
| Hráč            | Tým |
| --------------- | --- |
| Petr Čajánek    | St. Louis Blues |
| Jan Hejda       | Colorado Avalanche, Columbus Blue Jackets, Edmonton Oilers                                                                                |
| Jiří Hudler     | Calgary Flames, Detroit Red Wings, Florida Panthers, Dallas Stars                                                                         |
| Petr Kanko      | Los Angeles Kings |
| Tomáš Kundrátek | Washington Capitals |
| Martin Lojek    | Florida Panthers |
| Petr Mika       | New York Islanders |
| David Moravec   | Buffalo Sabres |
| Richard Pánik   | New York Islanders, Detroit Red Wings, Washington Capitals, Arizona Coyotes, Chicago Blackhawks, Toronto Maple Leafs, Tampa Bay Lightning |
| David Pastrňák  | Boston Bruins |
| Libor Pivko     | Nashville Predators |
| Tomáš Sršeň     | Edmonton Oilers |
| Petr Vrána      | New Jersey Devils |

*Tučně jsou vyznačeni hráči stále hrající v NHL.